# Тутань
Тута́нь — деревня (ранее село) в Калининском районе Тверской области. Относится к Медновскому сельскому поселению. До 2006 года входила в состав Кумординского сельского округа.
Находится западнее Твери, в 9 км к юго-западу от села Медное, в 1,5 км к югу — большая деревня Кумордино. Расположена на правом берегу реки Тьма.
Население по переписи 2002 — 16 человек, 7 мужчин, 9 женщин.

## История
В Списке населенных мест 1859 года значится казённое село Тутань с православной церковью (30 вёрст от Твери, 22 дворов, 152 житель).
Во второй половине XIX — начале XX века село было центром прихода Новинской волости Тверского уезда.
В 1914 году прихожан Вознесенской церкви в селе и в деревнях Волынцево, Голыхино, Кумордино, Рождество, Иванцево, Перехожая — 2877 человек.
С 1935 по 1956 год село (деревня) Тутань входит в Кумординский сельсовет в составе Медновского района Калининской области. В октябре-декабре 1941 года была оккупировано гитлеровскими войсками, линия фронта проходила по реке Тьме.
В 1997 году — 8 хозяйств, 16 жителей.

## Население
| 1859 | 1886 | 2002 | 2008 | 2010 |
| ---- | ---- | ---- | ---- | ---- |
| 152  | ↗164 | ↘16  | ↗21  | ↗23  |

## Достопримечательности
В деревне расположена действующая деревянная Церковь Рождества Пресвятой Богородицы (2015).